# Bathilde

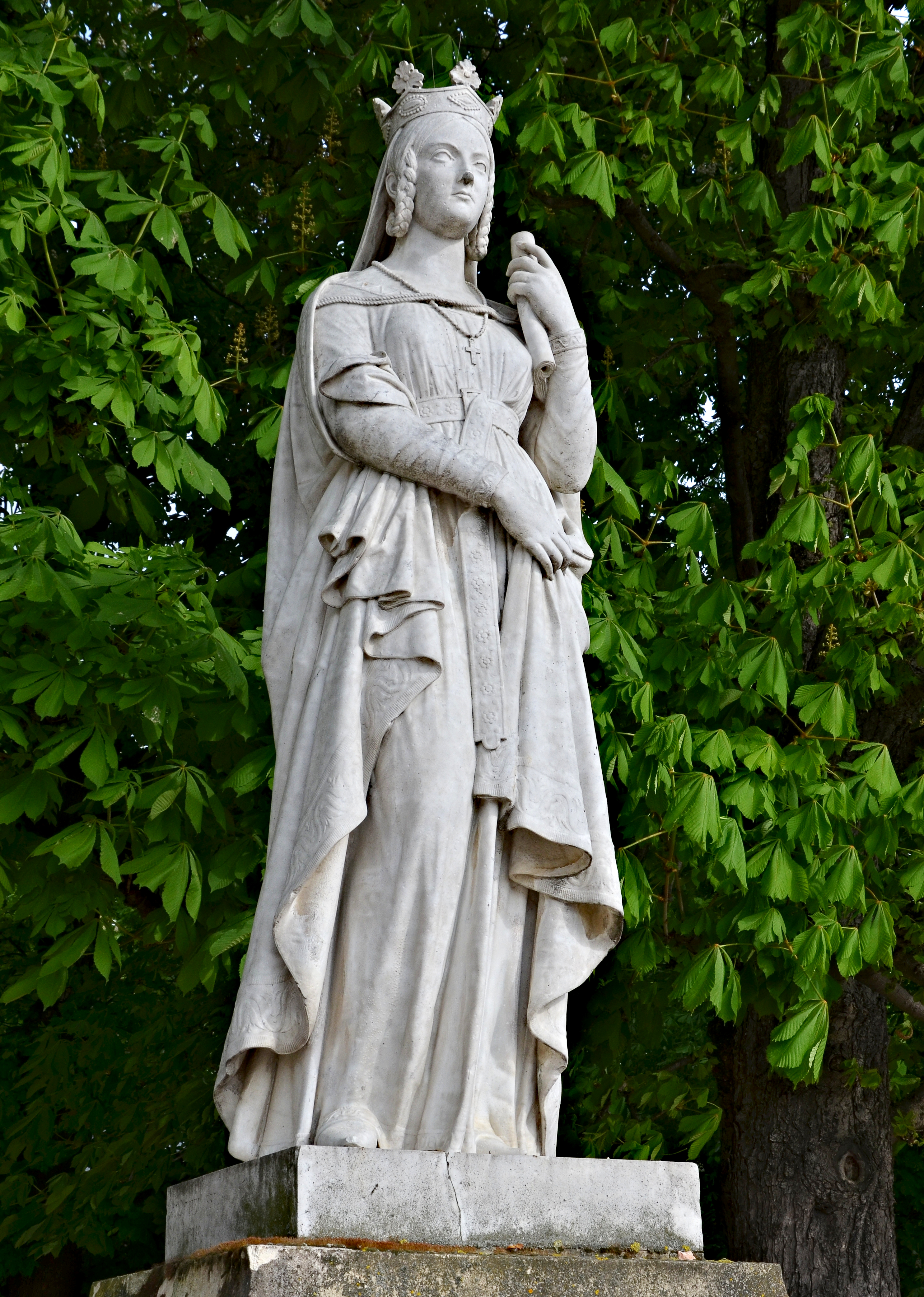
Denkmal der Sainte Bathilde von Victor Thérasse (1796–1864) im Jardin du Luxembourg, Paris

Bathilde, auch heilige Balthilde, Balthild, Baldhilda, Bathildis, (* um 630 in England; † 30. Januar wohl 680 in der Abtei Chelles) war die Ehefrau des fränkischen Merowingerkönigs Chlodwig II. von Neustrien und Nonne.

## Leben
Bathilde war angelsächsischer Herkunft. In einer zeitgenössischen Lebensbeschreibung wird sie als Sklavin bezeichnet; dies wurde aber mittlerweile als vermutlich unzutreffender Topos erwiesen. Vermutlich stammte sie aus einer hochrangigen angelsächsischen Familie. Sie kam an den Hof des fränkischen Hausmeiers Erchinoald, der enge Beziehungen nach England unterhielt. Ihrer frühmittelalterlichen Vita zufolge soll Erchinoald nach dem Tod seiner Gattin erfolglos um sie geworben haben; sie habe seinen Antrag aber abgelehnt und stattdessen schließlich den König geheiratet. Dieser soll sie bei einem Besuch kennengelernt haben und wegen ihrer Klugheit und Schönheit auf sie aufmerksam geworden sein.
649 heiratete König Chlodwig II. Bathilde; die drei Kinder der beiden wurden zwischen 649 und 654 geboren. Im Jahr 657 starb Chlodwig II. und Bathilde übernahm mit dem Hausmeier Erchinoald und ab 658 Ebroin als Regentin für ihren Sohn Chlothar III. die Macht in Neustrien. An der Ermordung des Bischofs Aunemund/Annemundas von Lyon durch Ebroins Soldaten um 658 war Bathilde vermutlich nicht beteiligt. Außer einem blutig niedergeschlagenen Aufstand der burgundischen Opposition verlief ihre Herrschaft friedlich. Nachdem der Staatsstreich Grimoalds in Austrasien gescheitert war, setzte sie 662 ihren Sohn Childerich II. als König von Austrasien ein. Um 664 wurde sie dazu gezwungen, die Macht in Neustrien an ihren zwölfjährigen Sohn Chlothar abzugeben.
Als Königin soll sich Bathilde gegen Sklaverei unter Christen gewandt und Gesetze erlassen haben, um die Versklavung von Kriegsgefangenen zu unterbinden, die bis dahin als Stammessitte akzeptiert war. Von ihr befreite Sklaven wurden ungeachtet der Herkunft in Klöstern unterrichtet oder als Helfer auf Gütern eingesetzt. Sie gründete das Nonnenkloster Chelles (660) bei Paris und die Abtei Corbie (663/64) für Mönche. In weiteren Abteien führte sie die Mönchsregel von Luxeuil ein.
Sie zog sich nach der Machtübergabe an ihre Söhne ins Kloster Chelles zurück. Dort soll sie den niedrigsten Rang haben bekleiden wollen und sich durch besondere Demut und Nächstenliebe ausgezeichnet haben. Sie pflegte Kranke und Arme, erkrankte selbst lebensbedrohlich an viscerum incisione („Zerschneiden innerer Organe“) und wurde von Ärzten erfolgreich nach den Prinzipien der Humoralpathologie mit Blaseneröffnung durch Schröpfköpfe und Kräutertees behandelt. Bathilde starb am 30. Januar vermutlich im Jahr 680 im Kloster Chelles und wurde dort in der église Sainte-Croix beigesetzt.
833 erfolgte die Erhebung ihrer Gebeine. Papst Nikolaus I. sprach sie im Jahr 860 heilig. Ihr Gedenktag im Kirchenjahr der römisch-katholischen Kirche ist der 30. Januar. Sie gilt als Schutzpatronin der Gebrechlichen, Kranken, Kinder und Witwen. 
In der Kunst wird sie mit Kirchenmodell und Krone, als Almosengeberin oder mit Himmelsleiter, auf der Engel herabsteigen und ihr ein Kind reichen, dargestellt.

## Kinder
- Chlothar III.
- Childerich II.
- Theuderich III.